# Instituto de Previdência Municipal de São Paulo
O Instituto de Previdência Municipal (Iprem) de São Paulo é a entidade responsável pela gestão do Regime Próprio de Previdência Social (RPPS) dos servidores públicos da cidade. Fundado em 1909, na gestão do prefeito Antônio da Silva Prado, o IPREM chamava-se Montepio Municipal de São Paulo. Passou a se chamar "Instituto de Previdência Municipal de São Paulo" em 1980, e era responsável, até 2005, somente pelo pagamento de pensões por morte de servidores. Desde então, o IPREM passou também a gerir o pagamento das aposentadorias e pensões dos servidores públicos titulares da cidade de São Paulo.A movimentação financeira do Iprem paulistano passou a constar do orçamento da Prefeitura em 2006.